# Cephalocera catulus
Cephalocera catulus är en tvåvingeart som beskrevs av Gerstaecker 1868. Cephalocera catulus ingår i släktet Cephalocera och familjen Mydidae. Inga underarter finns listade i Catalogue of Life.